# Bassus simillimus
Bassus simillimus är en stekelart som först beskrevs av Cresson 1873.  Bassus simillimus ingår i släktet Bassus och familjen bracksteklar. Inga underarter finns listade.